# The Blind Composer's Dilemma
The Blind Composer's Dilemma è un cortometraggio muto del 1913 prodotto dalla Kalem Company. Distribuito in sala dalla General Film Company il 5 marzo 1913, il film era interpretato da Tom Moore e da Dixie Compton.
È il secondo film per la quattordicenne Dixie Compton, un'attrice che girò otto film nella sua carriera durata fino al 1917.

## Produzione
Il film fu prodotto dalla Kalem Company.

## Distribuzione
Distribuito dalla General Film Company, il film uscì nelle sale cinematografiche USA il 5 marzo 1913.